# Victoria Vera (Teksas)
Victoria Vera je naseljeno mjesto za statističke potrebe u američkoj saveznoj državi Teksas. Prema popisu stanovništva iz 2010. u njemu je živjelo 110 stanovnika.